# Бадретдинов, Анатолий Рашидович
Анатолий Рашидович Бадретдинов (1 сентября 1984, Берёзовский, Свердловская область, СССР) — российский игрок в мини-футбол. Универсал и главный тренер московского клуба «Беркут». Бывший игрок сборной России по мини-футболу. Мастер спорта России международного класса.
Младший брат Александр — также игрок в мини-футбол, с лета 2010 года также принадлежащий московскому «Динамо», но играющий в аренде за «Ямал-НУБК».

## Биография
Воспитанник свердловского мини-футбола.
С 2000 по 2004 годы играл за екатеринбургский «УПИ-ДДТ», после чего перебрался в Подмосковье, начав выступления за «Спартак-Щёлково». В 2005 году в составе щёлковского клуба стал обладателем кубка России.
С 2007 года играл за московский клуб «Динамо», выигрывал с ним российский чемпионат и ещё шесть раз брал национальный кубок страны. 7 сентября 2017 года перешёл в московский «Спартак». 1 австуста 2018 заключил контракт с МФК Беркут Грозный где выполняет роль играющего тренера
В 2004 году в составе сборной России по мини-футболу Бадретдинов принял участие в двух матчах против сборной Ирана. Также он принимал участие в матчах за молодёжную и студенческую сборные страны. В составе последней Анатолий стал победителем студенческого чемпионата мира 2006 года. В октябре 2011 года Бадретдинов вошёл в состав на Гран-при и таким образом вернулся в сборную после семилетнего перерыва.

## Достижения
- Серебряный призёр Чемпионата Европы по мини-футболу 2012
- Победитель студенческого чемпионата мира по мини-футболу 2006
- Чемпион России по мини-футболу (5): 2006/2007, 2007/2008, 2010/2011, 2011/2012, 2012/2013, 2015/2016
- Обладатель Кубка России по мини-футболу (6): 2005, 2008, 2009, 2010, 2011, 2013
- Обладатель Межконтинентального Кубка по мини-футболу (1): 2013
- Серебряный призёр Кубка УЕФА по мини-футболу (2): 2011/12, 2012/13